# Mattias Jonson
Mattias Jonson (Kumla, 1974. január 16. –) svéd válogatott labdarúgó, posztját tekintve szélső középpályás.

## Pályafutása

### Klubcsapatokban
Pályafutását az IFK Kumla és a Karlslunds IF csapataiban kezdte. 1992-ben az Örebrohoz került, melynek színeiben bemutatkozott a svéd első osztályban. 1996-ban a rivális Helsingborgba igazolt és ezzel egy időben bemutatkozott a svéd válogatottban. A Helsingborggal 1999-ben bajnoki címet szerzett, de ezután távozott és a dán Brøndbyhez írt alá. A 2001–2002-es UEFA-kupa sorozatában a Brøndby 3–1-es vereséget szenvedett a horvát NK Varteks ellen. A visszavágón Jonson mesterhármast ért el a Brøndby pedig 5–0 arányban győzött és 6–3-as összesítéssel továbbjutott. Szintén mesterhármast szerzett 2002 áprilisában az Akademisk BK elleni bajnoki mérkőzésen, melyet ugyancsak 5–0 arányban megnyert a csapata és mellyel bajnoki címhez segítette a Brøndbyt. A 2002–2003-as szezonban a Brøndby házi gólkirálya volt 11 találattal.
2004 augusztusában a premier leagueben szereplő Norwich Cityhez igazolt, ahol egy szezont töltött és távozott. 2005-ben visszatért Svédországba a Djurgårdens IF együtteséhez. Első idénye végén bajnoki címhez és kupagyőzelemhez segítette a Djurgårdenst. Pályafutását a 2011-es szezon végén fejezte be, utolsó mérkőzését 2011. október 23-án játszotta.

### A válogatottban
A svéd válogatottban 1996-ban mutatkozott be.
Részt vett a 2002-es és a 2006-os világbajnokságon illetve a 2004-es Európa-bajnokságon. Utóbbin a Dánia elleni csoportmérkőzéseken gólt szerzett.
A nemzeti csapatban 1996. és 2006 között 57 alkalommal szerepelt a nemzeti csapatban 9 gólt szerzett.

#### Válogatottban szerzett góljai
| #  | Dátum                | Helyszín                       | Ellenfél   | Eredmény | Végeredmény | Kiírás               |
| -- | -------------------- | ------------------------------ | ---------- | -------- | ----------- | -------------------- |
| 1. | 1997. szeptember 10. | Råsunda, Solna                 | Lettország | 1–0      | 1–0         | 1998-as vb-selejtező |
| 2. | 2001. február 12.    | Suphachalasai Stadion, Bangkok | Kína       | 1–0      | 3–0         | King's Cup döntő     |
| 3. | 2003. június 7.      | Stadio Olimpico, Serravalle    | San Marino | 0–1      | 0–6         | 2004-es Eb-selejtező |
| 4. | 2003. június 7.      | Stadio Olimpico, Serravalle    | San Marino | 0–4      | 0–6         | 2004-es Eb-selejtező |
| 5. | 2003. június 7.      | Stadio Olimpico, Serravalle    | San Marino | 0–5      | 0–6         | 2004-es Eb-selejtező |
| 6. | 2003. szeptember 6.  | Ullevi, Göteborg               | San Marino | 1–0      | 5–0         | 2004-es Eb-selejtező |
| 7. | 2004. június 22.     | Estádio do Bessa, Porto        | Dánia      | 2–2      | 2–2         | 2004-es Eb           |
| 8. | 2004. augusztus 18.  | Råsunda, Solna                 | Hollandia  | 1–0      | 2–2         | Barátságos           |
| 9. | 2005. június 4.      | Ullevi, Göteborg               | Málta      | 1–0      | 6–0         | 2006-os vb-selejtező |

## Sikerei, díjai
Helsingborgs
- Svéd bajnok (1): 1999

Djurgårdens IF
- Svéd bajnok (1): 2005
- Svéd kupagyőztes (1): 2005

Brøndby
- Dán bajnok (1): 2001–02
- Dán kupagyőztes (1): 2002–03

## Külső hivatkozások
- Mattias Jonson Archiválva 2013. július 1-i dátummal a Wayback Machine-ben – a FIFA.com honlapján
- Mattias Jonson – a National-football-teams.com honlapján